# Angioedema hereditario
El angioedema hereditario (AEH) es una rara enfermedad hereditaria caracterizada por tumefacciones recurrentes (edemas) de la piel, las mucosas y los órganos internos, que pueden resultar letales. 
La enfermedad, de origen genético, tiene carácter autosómico dominante, de manera que un niño tiene un 50% de posibilidades de padecerla, si uno de sus progenitores la tiene.

## Epidemiología
Se calcula que hay una persona afectada en un margen de 10.000 a 50.000 individuos, si bien la cifra de casos desconocidos probablemente es muy superior. En Europa se estima que hay, en el año 2009, unas 75.000 personas afectadas, de las cuales solo un 45% estarían correctamente diagnosticadas.

## Otras denominaciones
Inicialmente se denominó edema de Quincke, por haber sido Heinrich I. Quincke quien publicó la primera descripción detallada en 1882, al objetivar el cuadro en dos generaciones de la misma familia. Tres años más tarde Strubing utilizó por primera vez el término angioedema para referirse a este trastorno y, hacia 1888, Osler demostró su carácter hereditario. 
Tradicionalmente se ha denominado también edema angioneurótico, debido a que una de las manifestaciones de la enfermedad, al dolor abdominal inexplicado, llevaba a suponer como causa un presunto desorden nervioso.
La denominación más descriptiva es la de angioedema hereditario o familiar por déficit de C1-INH (AHF), que explicita la causa de la enfermedad.

## Etiología
La causa del AEH es un defecto genético, que supone una carencia del inhibidor de la esterasa C1 (INH C1), por la cual, o bien el organismo genera una cantidad insuficiente de esta serpina (tipo 1 de AEH) o bien la proteína generada no es funcional (tipo 2 de AEH). 
El INH C1 tiene una función reguladora en dos sistemas vitales del organismo: en el sistema de contacto de la coagulación sanguínea y en el sistema del complemento de las defensas inmunitarias. En el caso del AEH, la carencia de INH C1 en ambos sistemas puede contribuir a la formación de edemas; no obstante, el papel central parece desempeñarlo el péptido bradiquinina del sistema de contacto. 
La secreción de bradiquinina es la última de una cadena de reacciones como respuesta del organismo a una herida. Este péptido provoca un traspaso de un gran volumen de líquido de los vasos a los tejidos, lo que provoca la formación de edemas. Simultáneamente dilata los capilares y contrae la musculatura lisa, lo que produce espasmos y dolores. Normalmente la liberación de bradiquinina queda inhibida por efecto del INH C1; por lo tanto, si hay una carencia de INH C1 se libera una cantidad de bradiquinina muy superior a la necesaria.
Las enfermedades autoinmunes, como el lupus eritematoso sistémico, también pueden provocar un déficit de INH C1. En tal caso se habla de angioedema adquirido (acquired angioedema, AAE), en contraposición con el hereditario. En algunos casos, la carencia de INH C1 se produce por causas desconocidas (angioedema idiopático).

## Cuadro clínico
En la mayoría de los casos los síntomas de esta enfermedad, que afecta a hombres y a mujeres por igual, se manifiestan ya en los primeros 20 años de vida.
Los edemas cutáneos presentan a menudo rojeces y duelen, pero no pican (existen casos en los que genera picor). Se producen principalmente en la piel o en las mucosas de la cara, las extremidades o los genitales y pueden desfigurar mucho al afectado. Las tumefacciones en el tubo digestivo pueden producir espasmos y dolores agudos. Puesto que el AEH es una enfermedad muy rara, no es extraño que el médico confunda tales síntomas con los de un cólico o una apendicitis, lo que ha dificultado el diagnóstico de la enfermedad y ha llevado a muchos pacientes a cirugías exploratorias innecesarias.
Los edemas en la zona de las vías respiratorias superiores (laringe, nariz, lengua, glotis) son especialmente peligrosos, ya que conllevan un riesgo de asfixia si el paciente no recibe a tiempo el tratamiento adecuado. Uno de cada tres pacientes padece por lo menos uno de estos episodios en el transcurso de su vida. 
Generalmente un edema avanza a lo largo de un periodo que oscila entre 12 y 36 horas y al cabo de un intervalo de 2 a 5 días empieza a remitir. 
La frecuencia y la intensidad de los brotes son impredecibles, así como su localización, siendo diferentes en cada paciente. Incluso en un mismo individuo, el grado de afectación suele variar a lo largo de distintos períodos vitales. La mayoría de los enfermos padecen una media de un episodio al mes; no obstante, también hay casos en los que se producen semanalmente o tan solo dos veces al año. Hay pacientes que permanecen asintomáticos durante años incluso sin recibir tratamiento profiláctico y otros para los que la enfermedad es altamente incapacitante. 
En España, el diagnóstico de esta enfermedad da derecho al reconocimiento de una minusvalía del 33%.
Últimamente se describen AEH Idiopatico, NO Tipo I ni II ni adquiridos. El idiopatico presenta todos los valores séricos normales.

## Factores desencadenantes de los episodios agudos
Los factores desencadenantes de los episos agudos pueden ser de tipos diversos; infecciones, traumatismos físicos, intervenciones quirúrgicas, procedimientos como la anestesia con intubación o la endoscopia superior, extracciones dentarias, estrés, o algunos fármacos, especialmente aquellos que contienen estrógenos, ya se trate de anticonceptivos o de terapia sustitutiva, y los inhibidores de la enzima convertidora de angiotensina (IECAs), destinados a hacer descender la presión cardiovascular, que pueden desencadenar episodios graves de angioedema debido a que afectan a la metabolización de la bradiquinina.

## Diagnóstico
A menudo transcurre mucho tiempo hasta que se diagnostica esta enfermedad, especialmente si no hay historia familiar, ya que los síntomas de los episodios agudos son similares a los de enfermedades más frecuentes, como angioedemas de origen alérgico o, en el caso de los ataques abdominales, la apendicitis. 
Un indicio importante es la respuesta nula de un edema a los antihistamínicos o a los preparados de cortisona, lo cual permite un diagnóstico diferencial frente a las reacciones alérgicas. El diagnóstico más difícil es el de los pacientes que padecen exclusivamente episodios en el tubo digestivo. 
El diagnóstico definitivo se obtiene mediante el análisis en laboratorio de una muestra de sangre del paciente, que generalmente no consiste en determinar la carencia de INH C1, sino un valor reducido del factor de complemento C4. Este factor se emplea en el curso de la cadena de reacciones del sistema complemento de las defensas inmunitarias, y a causa de la falta de regulación del INH C1, presenta valores alterados.

## Tratamientos

### Tratamiento del episodio agudo
El objetivo es detener lo más rápidamente posible el avance del edema, lo cual puede salvarle la vida al paciente en el caso de afectación de las vías respiratorias superiores. El fármaco de elección en este caso es un concentrado de C1-INH plasmático purificado, (Berinert P, Lab. Behring, Alemania), via endovenosa, que actúa en menos de una hora. En la mayoría de los países europeos es un medicamento de uso hospitalario,y el paciente solo dispone de este concentrado de INH C1 si participa en programas especiales.
En caso de emergencia, también puede emplearse plasma fresco congelado (FFP), que contiene igualmente C1-INH. Sin embargo, se han descrito empeoramientos del cuadro con este tratamiento, porque aporta también C2 y C4, que son el sustrato para la activación del edema.
A mediados de julio de 2008, el fármaco Firazyr (acetato de icatibant), de la compañía alemana JERINI, consiguió la aprobación de la Agencia Europea del Medicamento para su comercialización como primer tratamiento para los ataques agudos del Angioedema Hereditario en toda Europa (27 Estados miembros de la UE y 3 países EFTA: Islandia, Liechtenstein y Noruega). Se trata de un antagonista del receptor de bradiquinina, cuyas principales ventajas que sobre el Berinert son la vía de administración (en este caso subcutánea) y el riesgo nulo de transmisión de enfermedades, por ser el Icatibant un fármaco sintético en lugar de un hemoderivado.
Firazyr se comercializará inicialmente en Alemania y Reino Unido a finales del 2008. La disponibilidad en otros países de la UE seguirá el mismo camino ya que la aprobación de la EMEA se aplica a todos los 27 Estados miembros, además de Noruega, Islandia y Liechtenstein.

### Profilaxis a largo plazo
Los pacientes que padecen episodios por lo menos una vez al mes o que presentan un mayor riesgo de padecer edemas en la laringe necesitan una profilaxis a largo plazo. 
Para ello se suelen emplear andrógenos atenuados: Danazol ( Danatrol ) o Estanozolol ( Winstrol )que debido a su acción anabolizante y estimulante de la síntesis proteica aumentan la producción del INH C1 a nivel hepático. La dosis óptima, variable para cada paciente, es la mínima necesaria para controlar los ataques, dado que estos fármacos no están exentos de efectos secundarios adversos, que llevaron a que el danazol fuese retirado del mercado alemán a principios de 2005.
El empleo de andrógenos es especialmente problemático en niños y está cointraindicado durante el embarazo.
El tratamiento de elección en estos casos son los antifibrinolíticos, como el ácido tranexámico (Amchafibrin) o el ácido aminocaproico (Caproamin), si bien éstos son comparativamente mucho menos efectivos y no siempre bien tolerados.

### Profilaxis a corto plazo
La profilaxis a corto plazo está indicada normalmente antes de una operación quirúrgica o de un tratamiento dental. En estos casos, en algunos países se emplea el concentrado de INH C1 (Berinert P), que se administra aproximadamente una hora antes de la intervención. En países en los que no se dispone de este concentrado o solo se emplea en caso de emergencia (edema de vas respiratorias superiores), se efectúa un tratamiento con dosis elevadas de andrógenos durante un período comprendido entre 5 y 7 días antes del proceso quirúrgico.